# Indénié-Djuablin
Indénié-Djuablin ist eine Verwaltungsregion der Elfenbeinküste im Distrikt Comoé mit der Hauptstadt Abengourou. Sie wurde 2011 gegründet.
Laut Zensus 2014 leben in der Region 560.432 Menschen.
Die Region ist in die Départements Abengourou, Agnibilékrou und Bettié eingeteilt.